# Редфорд, Блэр
Дэвид Блэр Редфорд (англ. David Blair Redford, род. 27 июля 1983, Атланта, Джорджия, США) — американский актёр, получивший известность благодаря роли Оскара в сериале «90210: Новое поколение» и Джона Праудстара / Буревестника в сериале «Одарённые».

## Биография и личная жизнь
Актёр родился в городе Атланта, вырос в пригороде Кэнтона, штат Джорджия. Учился в школе «Sequoyah High School». В его жилах течёт кровь ирландца, француза, немца и коренного американца. Летом на протяжении нескольких лет работал на фестивале «Renaissance» в шоу каскадёров, играя роль пирата Расти «Компаса». Прекрасно играет в теннис и отказался от спортивной стипендии после окончания школы, чтобы заняться актёрской карьерой.

## Карьера
Начал свою карьеру с рабочего сцены для команды «Warner Bros.». Затем по совету агента по поиску талантов перебрался из Атланты в Лос-Анджелес, где он вскоре получил роль Скотти Грейнджера-Младшего в сериале «Молодые и дерзкие» — он играл в сериале с июля 2005 по февраль 2006.
Позже заменил Эдриана Беллани в роли мексиканца Мигеля Лопеса-Фицджеральда в сериале «Страсти» (играл с 2007 по 2008), когда сериал начала транслироваться на «DirectTV» в последнем девятом сезоне. Кроме того, сыграл главную роль в комедийном хорроре «Танец мёртвых».
Сыграл главную роль в пилоте канала theCW под названием «Betwixt», но сериал не был закуплен. Также снялся в третьем сезоне сериала «90210: Новое поколение» в роли Оскара. Появился в нескольких эпизодах сериала ABC «Их перепутали в роддоме» и «Игра в ложь».

## Фильмография
| Год       | Название                          | В оригинале                    | Роль                             | Примечания                                                         |
| --------- | --------------------------------- | ------------------------------ | -------------------------------- | ------------------------------------------------------------------ |
| 2004      | ТВ для рабочего класса            | Blue Collar TV                 | Тим                              | сезон 1, серия 7 "Vacations"                                       |
| 2005      | Скольжение                        | Slip                           | Питер                            | короткометражный фильм                                             |
| 2005–2006 | Молодые и дерзкие                 | The Young & The Restless       | Скотт Грейнджер-Младший          | 39 эпизодов                                                        |
| 2006      | Другая сторона                    | The Other Side                 | Жнец № 3                         | эпизод                                                             |
| 2006      | Возвращение в город мёртвых       | Voodoo Man                     | Злобный юноша                    | телевизионный фильм                                                |
| 2007      | Дорога в осень                    | October Road                   | Росс Сэнт-Мэри                   | сезон 1, серия 3 "Tomorrow's So Far Away"                          |
| 2007      | Плантация                         | Cane                           | Маркус                           | сезон 1, серия 6 "A New Legacy", сезон 1, серия 13 "Open and Shut" |
| 2007–2008 | Страсти                           | Passions                       | Мигель Лопес-Фицджеральд         | главная роль; 44 эпизода                                           |
| 2008      | Адская вечеринка                  | Dance Of The Dead              | Нэш Рамблер                      |                                                                    |
| 2008      | День, когда Земля остановилась    | The Day the Earth Stood Still  | пилот реактивного истребителя    | эпизод                                                             |
| 2008      | Линкольнские высоты               | Lincoln Heights                | Мигель                           | сезон 3, серия 9 "Prom Night"                                      |
| 2009      | Вспомни, что будет                | FlashForward                   | Джоель                           | сезон 1, серия 1 "No More Good Days"                               |
| 2009      | C.S.I.: Место преступления Майами | CSI: Miami                     | Трой Биллингс                    | сезон 8, серия 3 "Bolt Action"                                     |
| 2010      |                                   | Ugly, Strong, and Dignified    | Герцог                           | короткометражный фильм                                             |
| 2010      | Пухлики                           | Huge                           | Райан Бун/Артуро                 | сезон 1, серия 5 "Movie Night"                                     |
| 2010      | 90210: Новое поколение            | 90210                          | Оскар                            | 10 эпизодов                                                        |
| 2010      | Бурлеск                           | Burlesque                      | Джеймс, участник группы "Бампер" | эпизод                                                             |
| 2010      | Между                             | Betwixt                        |                                  | (ТВ)                                                               |
| 2011      | Гой                               | Goy                            | Пол Розенберг                    |                                                                    |
| 2011      | Их перепутали в роддоме           | Switched At Birth              | Тайлер «Тай» Мендоса             | 20 эпизодов                                                        |
| 2011      | Игра в ложь                       | The Lying Game                 | Итан Уайтхорс                    | главная роль; 30 эпизодов                                          |
| 2011      | C.S.I.: Место преступления        | CSI: Crime Scene Investigation | Люк Холланд                      | сезон 13, серия 18 "Sheltered"                                     |
| 2013      | Красавица и Чудовище              | Beauty & the Beast             | Зак Хейс                         | сезон 2, серия 5 "Воссоединение"                                   |
| 2014      | З/Л/О: Новый вирус                | V/H/S: Viral                   |                                  | сегмент "Великий Данте"                                            |
| 2014–2015 | Супружеский долг                  | Satisfaction                   | Саймон                           | главная роль; 20 эпизодов                                          |
| 2017–2019 | Одарённые                         | The Gifted                     | Джон Праудстар / Буревестник     | главная роль                                                       |